# Nene Dorgeles
Nene Dorgeles (Kayes, 23 dicembre 2002) è un calciatore maliano, attaccante del Fenerbahçe e della nazionale maliana.

## Carriera

### Club
Cresciuto calcisticamente in patria nel Guidars, all'inizio del 2021 viene acquistato dal Salisburgo, con cui firma un contratto valido fino al 31 maggio 2025. Viene così inserito nella rosa del Liefering, società satellite del Salisburgo che milita in seconda divisione. Dopo una stagione e mezza, nel gennaio 2022 viene girato in prestito al Ried. Debutta in Bundesliga il 12 febbraio successivo, giocando l'incontro perso per 2-1 contro il Wolfsberger. Una settimana dopo, realizza una doppietta contro il WSG Swarovski Tirol, contribuendo alla vittoria della sua squadra per 3-2 tra le mura amiche.
Il 19 agosto 2025 viene ufficializzato il suo trasferimento in Turchia, al Fenerbahçe, con cui firma un quinquennale, per 15 milioni di euro + bonus.

### Nazionale
Il 25 marzo 2022 ha esordito con la nazionale maliana giocando l'incontro perso 0-1 contro la Tunisia, valido per le qualificazioni al campionato mondiale di calcio 2022.

## Statistiche

### Presenze e reti nei club
Statistiche aggiornate al 10 agosto 2025.
| Stagione          | Squadra           | Campionato        | Campionato | Campionato | Coppe nazionali | Coppe nazionali | Coppe nazionali | Coppe continentali | Coppe continentali | Coppe continentali | Altre coppe | Altre coppe | Altre coppe | Totale | Totale |
| Stagione          | Squadra           | Comp              | Pres       | Reti       | Comp            | Pres            | Reti            | Comp               | Pres               | Reti               | Comp        | Pres        | Reti        | Pres   | Reti   |
| ----------------- | ----------------- | ----------------- | ---------- | ---------- | --------------- | --------------- | --------------- | ------------------ | ------------------ | ------------------ | ----------- | ----------- | ----------- | ------ | ------ |
| gen.-giu. 2021    | Liefering         | 2L                | 15         | 2          | -               | -               | -               | -                  | -                  | -                  | -           | -           | -           | 15     | 2      |
| 2021-gen. 2022    | Liefering         | 2L                | 16         | 8          | -               | -               | -               | -                  | -                  | -                  | -           | -           | -           | 16     | 8      |
| Totale Liefering  | Totale Liefering  | Totale Liefering  | 31         | 10         |                 | -               | -               |                    | -                  | -                  |             | -           | -           | 31     | 10     |
| gen.-giu. 2022    | Ried              | BL                | 14         | 2          | CA              | 3               | 0               | -                  | -                  | -                  | -           | -           | -           | 17     | 2      |
| 2022-2023         | Westerlo          | D1                | 29+6       | 8+5        | CB              | 1               | 0               | -                  | -                  | -                  | -           | -           | -           | 36     | 13     |
| 2023-2024         | Salisburgo        | BL                | 24         | 5          | CA              | 3               | 0               | UCL                | 4                  | 0                  | -           | -           | -           | 31     | 5      |
| 2024-2025         | Salisburgo        | BL                | 30         | 13         | CA              | 4               | 0               | UCL                | 12                 | 2                  | Cmc         | 3           | 0           | 49     | 15     |
| 2025-2026         | Salisburgo        | BL                | 2          | 0          | CA              | 1               | 1               | UCL                | 4                  | 1                  | -           | -           | -           | 7      | 2      |
| Totale Salisburgo | Totale Salisburgo | Totale Salisburgo | 56         | 18         |                 | 8               | 1               |                    | 20                 | 3                  |             | 3           | 0           | 95     | 22     |
| Totale carriera   | Totale carriera   | Totale carriera   | 136        | 43         |                 | 12              | 1               |                    | 20                 | 3                  |             | 3           | 0           | 171    | 47     |

### Cronologia presenze e reti in nazionale
| Cronologia completa delle presenze e delle reti in nazionale ― Mali | Cronologia completa delle presenze e delle reti in nazionale ― Mali | Cronologia completa delle presenze e delle reti in nazionale ― Mali | Cronologia completa delle presenze e delle reti in nazionale ― Mali | Cronologia completa delle presenze e delle reti in nazionale ― Mali | Cronologia completa delle presenze e delle reti in nazionale ― Mali | Cronologia completa delle presenze e delle reti in nazionale ― Mali | Cronologia completa delle presenze e delle reti in nazionale ― Mali |
| Data                                                                | Città                                                               | In casa                                                             | Risultato                                                           | Ospiti                                                              | Competizione                                                        | Reti                                                                | Note                                                                |
| ------------------------------------------------------------------- | ------------------------------------------------------------------- | ------------------------------------------------------------------- | ------------------------------------------------------------------- | ------------------------------------------------------------------- | ------------------------------------------------------------------- | ------------------------------------------------------------------- | ------------------------------------------------------------------- |
| 25-3-2022                                                           | Bamako                                                              | Mali                                                                | 0 – 1                                                               | Tunisia                                                             | Qual. Mondiali 2022                                                 | -                                                                   | 46’                                                                 |
| 4-6-2022                                                            | Bamako                                                              | Mali                                                                | 4 – 0                                                               | Rep. del Congo                                                      | Qual. Coppa d'Africa 2023                                           | -                                                                   | 55’                                                                 |
| 9-6-2022                                                            | Kampala                                                             | Sudan del Sud                                                       | 1 – 3                                                               | Mali                                                                | Qual. Coppa d'Africa 2023                                           | -                                                                   | 46’                                                                 |
| 16-11-2022                                                          | Bir El Djir                                                         | Algeria                                                             | 1 – 1                                                               | Mali                                                                | Amichevole                                                          | -                                                                   |                                                                     |
| 24-3-2023                                                           | Bamako                                                              | Mali                                                                | 2 – 0                                                               | Gambia                                                              | Qual. Coppa d'Africa 2023                                           | -                                                                   | 77’                                                                 |
| 18-6-2023                                                           | Brazzaville                                                         | Rep. del Congo                                                      | 0 – 2                                                               | Mali                                                                | Qual. Coppa d'Africa 2023                                           | 1                                                                   | 70’                                                                 |
| 8-9-2023                                                            | Bamako                                                              | Mali                                                                | 4 – 0                                                               | Sudan del Sud                                                       | Qual. Coppa d'Africa 2023                                           | 1                                                                   | 28’                                                                 |
| 13-10-2023                                                          | Bamako                                                              | Mali                                                                | 1 – 0                                                               | Uganda                                                              | Amichevole                                                          | -                                                                   |                                                                     |
| 17-10-2023                                                          | Portimão                                                            | Arabia Saudita                                                      | 1 – 3                                                               | Mali                                                                | Amichevole                                                          | -                                                                   | 69’                                                                 |
| 17-11-2023                                                          | Bamako                                                              | Mali                                                                | 3 – 1                                                               | Ciad                                                                | Qual. Mondiali 2026                                                 | -                                                                   | 58’                                                                 |
| 20-11-2023                                                          | Bamako                                                              | Mali                                                                | 1 – 1                                                               | Rep. Centrafricana                                                  | Qual. Mondiali 2026                                                 | -                                                                   | 62’                                                                 |
| 6-1-2024                                                            | Bamako                                                              | Mali                                                                | 6 – 2                                                               | Guinea-Bissau                                                       | Amichevole                                                          | -                                                                   | 46’                                                                 |
| 16-1-2024                                                           | Korhogo                                                             | Mali                                                                | 2 – 0                                                               | Sudafrica                                                           | Coppa d'Africa 2023 - 1º turno                                      | -                                                                   | 87’                                                                 |
| 20-1-2024                                                           | Korhogo                                                             | Tunisia                                                             | 1 – 1                                                               | Mali                                                                | Coppa d'Africa 2023 - 1º turno                                      | -                                                                   | 69’                                                                 |
| 24-1-2024                                                           | San-Pédro                                                           | Namibia                                                             | 0 – 0                                                               | Mali                                                                | Coppa d'Africa 2023 - 1º turno                                      | -                                                                   |                                                                     |
| 3-2-2024                                                            | Bouaké                                                              | Mali                                                                | 1 – 2 dts                                                           | Costa d'Avorio                                                      | Coppa d'Africa 2023 - Quarti di finale                              | 1                                                                   | 63’                                                                 |
| 22-3-2024                                                           | Marrakech                                                           | Mali                                                                | 2 – 0                                                               | Mauritania                                                          | Amichevole                                                          | -                                                                   | 68’                                                                 |
| 26-3-2024                                                           | Marrakech                                                           | Mali                                                                | 2 – 0                                                               | Nigeria                                                             | Amichevole                                                          | -                                                                   | 69’                                                                 |
| 6-6-2024                                                            | Bamako                                                              | Mali                                                                | 1 – 2                                                               | Ghana                                                               | Qual. Mondiali 2026                                                 | -                                                                   | 65’                                                                 |
| 11-6-2024                                                           | Johannesburg                                                        | Madagascar                                                          | 0 – 0                                                               | Mali                                                                | Qual. Mondiali 2026                                                 | -                                                                   | 72’                                                                 |
| 15-11-2024                                                          | Maputo                                                              | Mozambico                                                           | 0 – 1                                                               | Mali                                                                | Qual. Coppa d'Africa 2025                                           | -                                                                   | 79’                                                                 |
| 19-11-2024                                                          | Bamako                                                              | Mali                                                                | 6 – 0                                                               | eSwatini                                                            | Qual. Coppa d'Africa 2025                                           | 3                                                                   |                                                                     |
| 20-3-2025                                                           | Berkane                                                             | Comore                                                              | 0 – 3                                                               | Mali                                                                | Qual. Mondiali 2026                                                 | 1                                                                   | 78’                                                                 |
| 24-3-2025                                                           | Casablanca                                                          | Rep. Centrafricana                                                  | 0 – 0                                                               | Mali                                                                | Qual. Mondiali 2026                                                 | -                                                                   | 67’                                                                 |
| Totale                                                              |                                                                     | Presenze                                                            | 24                                                                  |                                                                     | Reti                                                                | 7                                                                   |                                                                     |